# Buyuruldu
Buyuruldu (també buyurultu, buyurdu i altres variants) era el nom d'una orde a l'Imperi Otomà.
Era l'ordre donada per un gran visir, un visir, un beglerbegi, un defterdar i algun altre alt funcionari. El nom derivava de la paraula buyuruldi, que vol dir "ha estat ordenat", que era la frase final de les ordes dels alts funcionaris.
Els buyuruldus eren de dues classes: els escrits al marge d'un requeriment que generalment comportaven expedir farmans a un efecte concret; i escrits separats amb una orde concreta per ser executada.